# Glossop North End A.F.C.
Glossop North End A.F.C. – angielski klub piłkarski, mający siedzibę w mieście Glossop, w północno-zachodniej części kraju. Uczestnik First Division w sezonie 1899/1900. Obecnie występuje w Northern Premier League Division One East (D8).

## Historia
Chronologia nazw:
- 1886: Glossop North End A.F.C.
- 1899: Glossop A.F.C.
- 1992: Glossop North End A.F.C.

Klub piłkarski Glossop North End A.F.C. został założony w miejscowości Glossop w lutym 1886 roku. Na początku istnienia rozgrywał jedynie mecze towarzyskie. W 1890 roku zespół startował w amatorskiej North Cheshire League (D3). Od 1894 do 1896 występował w zawodowej Football Combination League (D3), zajmując drugie i trzecie miejsce. W sezonie 1896/97 przeniósł się do Midland League (D3), gdzie wywalczył wicemistrzostwo ligi. W następnym sezonie spadł na 9.pozycję.
W 1898 roku klub został wybrany do The Football League. W pierwszym sezonie 1898/99 wywalczył drugą lokatę w Football League Second Division (D2) i zdobył awans do najwyższej klasy. W swoim debiutowym sezonie w Football League First Division ze zmienioną nazwą Glossop A.F.C. zajął ostatnie 18.miejsce i został zdegradowany do drugiej dywizji. W sezonie 1914/15 zajął ostatnie 20.miejsce w Football League Second Division. Glossop nie został ponownie wybrany do Football League, i już nigdy więcej nie wrócił do niej. Reaktywowany Stoke wraz z Coventry, South Shields, Rotherham County i West Ham United dołączyli do drugiej dywizji po I wojnie światowej.
Po przerwie spowodowanej wybuchem I wojny światowej rozgrywki zostały wznowione w sezonie 1920/21. Został wprowadzony trzeci poziom krajowy, zwany Football League Third Division, a klub startował w regionalnej Lancashire Combination (D4). Po roku klub dołączył do Manchester League. Od 1939 do 1945 rozgrywki zostały zawieszone z powodu II wojny światowej. W 1957 roku klub przeniósł się do Lancashire Combination Division 2. W 1958 po organizacji rozgrywek w Football League Fourth Division regionalna Lancashire Combination Division 2 została szóstym poziomem angielskiej piramidy piłki nożnej. W 1966 klub wrócił do Manchester League Premier Division (D6). Od 1969 po reorganizacji systemu lig i wprowadzeniu Northern Premier League (D5) kontynuował grę w Manchester League Premier Division (D7). W 1978 klub opuścił Manchester League i dołączył do Cheshire County League. W 1979 w związku z powstaniem Alliance Premier League (D5) poziom ligi spadł do poziomu VIII. W 1982 Cheshire County League połączyła się z Lancashire Combination, tworząc North West Counties League (D7). Do 1988 występował w North West Counties League Division 1, a potem spadł do North West Counties League Division 2. W 1987 Northern Premier League została podzielona na 2 dywizji (Premier Division i Division One), po poziom North West Counties League Division 2 został obniżony do IX. W 1992 klub powrócił do nazwy Glossop North End A.F.C. oraz do North West Counties League Division 1 (D8). W 2004 Football Conference (D5) został podzielony na dwie dywizji: Conference National (D6) oraz Conference North (D7) i Conference South (D7), w związku z czym wszystkie kolejne poziomy zostały obniżone o jeden szczebel w drabince systemu lig. Klub kontynuował grę już na 9 poziomie. W 2015 zwyciężył w North West Counties League Premier Division (D9) i awansował do Northern Premier League Division 1 North (D8).

## Barwy klubowe, strój
| Niebieski | Biały |

Klub ma barwy niebiesko-białe. Zawodnicy domowe spotkania zazwyczaj grają w niebieskich koszulkach, niebieskich spodenkach oraz niebieskich getrach.

## Sukcesy

### Trofea międzynarodowe
Nie uczestniczył w rozgrywkach europejskich (stan na 31-05-2019).

### Trofea krajowe
| \| \| Zdobyte trofea w rozgrywkach Anglii (stan na: 31-05-2019) \| |                                                           |      |          |
| Rozgrywki                                                          | Osiągnięcie                                               | Razy | Sezon(y) |
| · Mistrzostwo                                                      | I miejsce                                                 | 0    |          |
| · Mistrzostwo                                                      | II miejsce                                                | 0    |          |
| · Mistrzostwo                                                      | III miejsce                                               | 0    |          |
| · Mistrzostwo                                                      | 18.miejsce                                                | 1    | 1899/00  |
| · Puchar                                                           | zdobywca                                                  | 0    |          |
| · Puchar                                                           | finalista                                                 | 0    |          |
| · Puchar                                                           | ćwierćfinalista                                           | 1    | 1908/09  |
| · II liga                                                          | I miejsce                                                 | 0    |          |
| · II liga                                                          | II miejsce                                                | 1    | 1898/99  |
| · II liga                                                          | III miejsce                                               | 0    |          |
| Anglia                                                             | Zdobyte trofea w rozgrywkach Anglii (stan na: 31-05-2019) |      |          |

- Football Combination League/Midland League (D3):
  - wicemistrz (2x): 1894/95, 1896/97
  - 3.miejsce (1x): 1895/96

## Poszczególne sezony

### Rozgrywki międzynarodowe

#### Europejskie puchary
Nie uczestniczył w rozgrywkach europejskich.

### Rozgrywki krajowe
| \| Anglia \| Bilans występów klubu w rozgrywkach piłkarskich Anglii (Stan na 31 maja 2019 r.) \| \| |                                                                                  |        |       |   |   |   |    |    |     |                               |        |        |      |
| Poziom                                                                                              | Rozgrywki                                                                        | Sezony | Mecze | Z | R | P | B+ | B– | Pkt | Lata                          | Awanse | Spadki | Naj. |
| I                                                                                                   | Football League First Division                                                   | 1      |       |   |   |   |    |    |     | 1899/00                       | 0      | 1      | 18   |
| II                                                                                                  | Football League Second Division                                                  | 16     |       |   |   |   |    |    |     | 1898/99, 1900–1915            | 1      | 1      | 2    |
| III                                                                                                 | North Cheshire League/ Football Combination League/ Midland League               | 8      |       |   |   |   |    |    |     | 1890–1898                     | 1      | 0      | 2    |
| IV                                                                                                  | Lancashire Combination                                                           | 1      |       |   |   |   |    |    |     | 1919/20                       | 0      | 1      | 13   |
| V                                                                                                   | Manchester League /Lancashire Combination Division 2                             | 22     |       |   |   |   |    |    |     | 1920–1939, 1945–1947, 1968/69 | 0      | 0      | 1    |
| | Puchar Anglii                                                                    | ?      |       |   |   |   |    |    |     | od 1894                       | 0      | 0      | 1/4  |
| Anglia                                                                                              | Bilans występów klubu w rozgrywkach piłkarskich Anglii (Stan na 31 maja 2019 r.) |        |       |   |   |   |    |    |     |                               |        |        |      |

## Struktura klubu

### Stadion
Klub piłkarski rozgrywa swoje mecze domowe na stadionie Arthur Goldthorpe w Glossop, który może pomieścić 1 350 widzów (209 siedzących).

### Inne sekcje
Klub prowadzi drużyny dla dzieci i młodzieży w każdym wieku. Również funkcjonuje sekcja piłki nożnej dla kobiet.

## Kibice i rywalizacja z innymi klubami

### Derby
- Manchester United F.C.
- Manchester City F.C.
- Sheffield F.C.
- Derby County F.C.
- Chesterfield F.C.
- Alfreton Town F.C.